# Mo Abudu
Mo Abudu (Hammersmith, 11 settembre 1964) è un'imprenditrice, regista e produttrice cinematografica nigeriana.

## Biografia

### Infanzia e studi
Mo Abudu è nata l’11 settembre 1964 a Hammersmith, Londra, Regno Unito, da genitori nigeriani. È cresciuta in una famiglia che le ha trasmesso un forte senso di responsabilità e ambizione. La sua infanzia è stata segnata dal trasferimento in Nigeria quando era ancora giovane, dove ha completato i suoi studi primari e secondari.
Ha studiato psicologia all'Università di Westminster a Londra, dove ha conseguito una laurea. Questo background accademico ha avuto un impatto significativo sul suo approccio alla vita e agli affari, soprattutto per quanto riguarda la comprensione delle dinamiche umane, della comunicazione e dei comportamenti sociali.

### Carriera
La carriera di Mo Abudu prende il via in Inghilterra, dove lavora nel settore delle risorse umane, e successivamente nell’ambito della consulenza, diventando la prima donna nigeriana a dirigere una filiale della multinazionale Atlas Recruitment nel Regno Unito. Tuttavia, la sua vera passione è sempre stata quella di raccontare storie, e quindi decide di dedicarsi al mondo dei media, tornando in Nigeria. Dopo aver lavorato come produttrice di programmi televisivi, nel 2006 Abudu ottiene una grande opportunità quando le viene affidato il ruolo di presentatrice del talk show "Moments with Mo", il primo talk show televisivo diurno della Nigeria, in onda su DSTV.
Con "Moments with Mo", Mo Abudu ha saputo costruire una piattaforma per discutere temi rilevanti per il pubblico nigeriano e africano, come politica, cultura, salute, business, e soprattutto, i diritti e le opportunità delle donne. Questo programma ha avuto un successo enorme, portando la sua figura a diventare una delle personalità più riconosciute nel panorama mediatico africano.

#### Fondazione di Ebonylife TV
Nel 2009, Mo Abudu fa un passo decisivo creando Ebonylife TV, la prima rete televisiva pan-africana destinata a produrre contenuti originali per un pubblico globale. L’obiettivo di Ebonylife TV era chiaro: raccontare storie africane in modo autentico e professionale, offrendo una visione della realtà africana che non fosse solo quella stereotipata che spesso veniva proposta dai media occidentali.
Ebonylife TV è diventata rapidamente una delle reti di riferimento nel panorama televisivo africano, proponendo una vasta gamma di programmi, tra cui talk show, serie drammatiche, reality e documentari. La rete è stata un punto di svolta per la rappresentazione dei media africani, dando spazio a una narrazione che rifletteva la cultura, i valori e le esperienze del continente africano.

#### Produzione cinematografica
Oltre alla televisione, Mo Abudu ha ampliato la sua attività nel campo della produzione cinematografica con la creazione di Ebonylife Studios. L’obiettivo era quello di produrre film e contenuti di alta qualità che potessero competere sul piano internazionale. Il primo grande successo di Ebonylife Studios è stato il film The Wedding Party (2016), una commedia romantica che ha avuto un enorme successo al botteghino, diventando uno dei film nigeriani con il maggior incasso di sempre.
Nel 2019, Abudu ha raggiunto un'altra pietra miliare con il film Lionheart, che ha visto la partecipazione della leggendaria attrice nigeriana Genevieve Nnaji. Lionheart è stato il primo film nigeriano a essere scelto per la selezione ufficiale dei Premi Oscar come miglior film internazionale, segnando un traguardo importante per il cinema nigeriano e africano in generale.

#### Collaborazione con Netflix
Mo Abudu ha continuato a guadagnarsi una posizione di rilievo anche a livello internazionale. Nel 2018, ha avviato una partnership con Netflix, con l’intento di portare storie africane al pubblico globale. L'accordo ha visto la co-produzione e la distribuzione di contenuti africani, compreso il film Lionheart. La sua alleanza con Netflix è stata una delle mosse più strategiche per portare il cinema africano a un pubblico più ampio, e ha aperto la strada a una maggiore visibilità per i creatori di contenuti africani sulla scena mondiale.

## Vita privata
Mo Abudu è una persona molto legata alla sua famiglia. È sposata con Alexander Abudu, un uomo d'affari nigeriano, con cui ha avuto due figli: Temidayo, una figlia, e Oluwadamilola, un figlio. La sua famiglia è sempre stata un supporto fondamentale per lei, sia sul piano personale che professionale. Nonostante il suo successo, Mo ha sempre enfatizzato l'importanza della famiglia e dei legami affettivi nella sua vita.
Abudu ha descritto il suo ruolo di madre come una delle esperienze più significative della sua vita, e spesso ha parlato dei suoi figli con grande affetto, sottolineando come l'equilibrio tra la carriera e la vita familiare sia stato un aspetto importante del suo percorso.

## Impegno per l’empowerment delle donne
Mo Abudu è una grande sostenitrice dell'empowerment delle donne e ha dedicato gran parte della sua carriera a dare visibilità e opportunità alle donne africane, sia nell'industria dei media che in altri settori. Ha spesso sottolineato l'importanza di avere modelli positivi per le donne e di dare loro l'opportunità di esprimere il proprio talento e potenziale. È stata una delle prime donne in Africa a guidare una rete televisiva di successo e ha usato la sua visibilità per incoraggiare altre donne a perseguire le proprie passioni, a partire dalla fondazione Mo Abudu Foundation, che sostiene varie iniziative, tra cui l'educazione e la sanità, in particolare per le ragazze e le donne in situazioni vulnerabili.
Abudu è anche coinvolta in numerosi progetti filantropici e sociali in Nigeria e in Africa, impegnandosi a migliorare le condizioni di vita delle persone più svantaggiate. Il suo impegno verso l'istruzione è un altro aspetto fondamentale della sua vita pubblica. Crede fermamente che l’educazione sia la chiave per liberare il potenziale delle giovani generazioni e promuovere un cambiamento sociale positivo.

## Filmografia
- The Wedding Party, regia di Kemi Adetiba (2016)
- “The Wedding Party 2: Destination Dubai”, 2017
- “Chief Daddy”, 2018
- “Your Excellency”, 2019
- “Lionheart”, 2018
- “The Set Up”, 2019
- “Living in Bondage: Breaking Free”, 2019
- “Naked”, 2020
- “Blood Sisters”, 2022

## Premi e riconoscimenti
- TIME 100 – Le 100 persone più influenti al mondo
- Premio per l'imprenditoria femminile e leadership
- Miglior Imprenditrice dell'Anno 2015
- Nigerian Entertainment Awards
- “Best African Film Production" agli African Magic Viewers Choice Awards (AMVCA)
- OON (Officer of the Order of the Niger)
- Best African Media Entrepreneur (miglior imprenditrice dei media africani)
- Premio alla leadership di Women in Business
- Premio alla Carriera da parte dei "Global Media Awards"
- Riconoscimento della Banca Centrale della Nigeria (CBN)
- Premio all'Imprenditoria e Sostenibilità
- Premio come "Best Pan-African TV Personality" (Miglior Personalità Televisiva Pan-Africana)
- World Economic Forum e Leaders in Africa